# Anton Zgraggen
Anton Zgraggen (voller Name: Josef Anton Zgraggen)  (* 23. Juni 1873 in Hergiswil NW; † 28. September 1933 in Grindelwald) war ein Schweizer Politiker. Von 1921 bis 1933 gehörte er als Vertreter der Liberalen dem Regierungsrat des Kantons Nidwalden an.

## Leben
Anton Zgraggen wurde als Sohn des aus dem Kanton Uri stammenden Metzgereibetreibers (Josef) Xaver Zgraggen und der ebenfalls aus Uri stammenden (Maria) Anna Wipfli in Hergiswil NW geboren. Er wuchs dort auf und besuchte die Primarschule Hergiswil und die Sekundarschule Stans. Nach der Schulzeit machte Zgraggen eine Metzgerlehre in St. Gallen. Er bildete sich beruflich und sprachlich in Herisau und Lausanne weiter. 1895 gründete er die noch heute bestehende Darmhandlung Zgraggen in Hergiswil und wurde deren Leiter. Als Ausserkantonaler erhielt Anton Zgraggen 1925 das Ehrenbürgerrecht seines Geburtsorts Hergiswil. Er starb an einem Schlaganfall im Berner Oberland.
Auf Gemeindestufe begann seine politische Laufbahn im Jahr 1908. Anton Zgraggen wurde in den Schulrat gewählt. Im Jahr 1914 wurde er Mitglied des Gemeinderats von Hergiswil, Schulratspräsident und Ersatzmitglied der Gemeindesteuerkommission. Das Amt des Gemeindepräsidenten von Hergiswil errang Zgraggen im Jahr 1919. Im Jahr 1923 verzichtete er auf eine Wiederwahl in den Schulrat. 1926 gab er sein Amt als Gemeindepräsident ab, blieb aber Mitglied des Gemeinderats. 1931 wurde Zgraggen sogar wieder Vizegemeindepräsident.
Seine politische Laufbahn auf kantonaler Ebene begann als Ratsherr im Landrat im Jahr 1919. Das Volk wählte ihn an der Landsgemeinde 1921 in den Regierungsrat. Er blieb bis zu seinem Tod Mitglied der Nidwaldner Regierung. In den ungeraden Jahren zwischen 1927 und 1933 war Anton Zgraggen Landammann, in den geraden Jahren 1928, 1930 und 1932 Landesstatthalter (Vizeregierungschef). Er wurde Mitglied des Erziehungsrats und später Erziehungsdirektor und war Chef des Steuerwesens. Zusätzlich war Zgraggen ab 1923 noch Mitglied der Armen- und Vormundschaftskommission und Präsident der Kantonalen Steuerverwaltung.
Mit den Kandidaturen für den Ständerat scheiterte Anton Zgraggen an der Landsgemeinde 1925 mit 1051 Stimmen gegen den Konservativen Anton Zumbühl, der 1071 Stimmen erhielt. Und bei der Ersatzwahl zum Nationalrat am 22. Mai 1932 unterlag Anton Zgraggen mit 1679 Stimmen gegen Theodor Gabriel, der 1809 Stimmen erhielt.
Anton Zgraggen heiratete am 12. Oktober 1895 in Hergiswil Brigitta Blättler. Aus dieser Ehe stammen fünf Kinder (drei Söhne und zwei Töchter). Der zweitälteste Sohn starb kurz nach der Geburt. Der Erstgeborene Ernst Zgraggen wurde ebenfalls Regierungsrat. Beide Söhne und der Mann seiner älteren Tochter führten die von ihm gegründete Darmhandlung weiter. Seine Frau Brigitta war Präsidentin des Gemeinnützigen Frauenvereins Hergiswil und 1928–1936 Vorstandsmitglied des Schweizerischen Gemeinnützigen Frauenvereins. In den Jahren 1930 bis 1933 war Anton Zgraggen Präsident des Historischen Vereins Nidwalden.

## Quelle
- Urner Stammbuch. Zgraggen 510 (361).